# Golden Globe-díj a legjobb női főszereplőnek – filmmusical vagy vígjáték
A Golden Globe-díj a legjobb női főszereplőnek – zenés film vagy vígjáték díjat a Hollywoodi Külföldi Tudósítók Szövetsége jóvoltából osztják. A díj korábban egy díj volt a "Best Actress in a Motion Picture" néven, de a drámai és vígjátéki filmekben szereplő színésznőket ma már külön díjazzák.
2005-től a díj hivatalos neve: "Best Performance by an Actress in a Motion Picture-Musical or Comedy".
A kategória története során összesen két színésznő nyert három alkalommal is díjat: Julie Andrews és Rosalind Russell. A legtöbb jelölést Meryl Streep (tíz alkalommal) szerezte.

## Győztesek és jelöltek
Az "Év" oszlopban szereplő évszám az értékelt filmek bemutatási évére utal. A zárójelben megadott díjátadót – ahol ezen filmek színésznői közül győztest hirdettek – a következő évben tartották meg.

### 1950-es évek
A jelöltek listáját hivatalosan 1957-től közlik évente. A dráma kategóriától 1951-től lett megkülönböztetve a vígjáték, musical kategória.
| Év                | Színésznő        | Színésznő                      | Szerep                          | Magyar cím              | Eredeti cím    |
| 1950 (8. gála)    |                  |                                |                                 |                         |                |
| ----------------- | ---------------- | ------------------------------ | ------------------------------- | ----------------------- | -------------- |
| 1950 (8. gála)    |                  | Judy Holliday                  | Emma "Billie" Dawn              | Tegnap született        | Born Yesterday |
| 1950 (8. gála)    | Spring Byington  | Louisa Norton                  |                                 | Louisa                  |                |
| 1950 (8. gála)    | Betty Hutton     | Annie Oakley                   | Annie, a mesterlövész           | Annie Get Your Gun      |                |
| 1951 (9. gála)    |                  |                                |                                 |                         |                |
|                   | June Allyson     | Cynthia Potter                 |                                 | Too Young to Kiss       |                |
| 1952 (10. gála)   |                  |                                |                                 |                         |                |
|                   | Susan Hayward    | Jane Froman                    |                                 | With a Song in My Heart |                |
| Katharine Hepburn | Pat Pemberton    | Pat és Mike                    | Pat and Mike                    |                         |                |
| Ginger Rogers     | Edwina Fulton    | Gyanús dolog                   | Monkey Business                 |                         |                |
| 1953 (11. gála)   |                  |                                |                                 |                         |                |
|                   | Ethel Merman     | Sally Adams                    |                                 | Call Me Madam           |                |
| 1954 (12. gála)   |                  |                                |                                 |                         |                |
|                   | Judy Garland     | Esther Blodgett / Vicki Lester | Csillag születik                | A Star Is Born          |                |
| 1955 (13. gála)   |                  |                                |                                 |                         |                |
|                   | Jean Simmons     | Sarah Brown                    | Macsók és macák                 | Guys and Dolls          |                |
| 1956 (14. gála)   |                  |                                |                                 |                         |                |
|                   | Deborah Kerr     | Anna Leonowens                 | Anna és a sziámi király         | The King and I          |                |
| Judy Holliday     | Laura Partridge  |                                | The Solid Gold Cadillac         |                         |                |
| Kjó Macsiko       | Lotus Blossom    | Teaház az Augusztusi Holdhoz   | The Teahouse of the August Moon |                         |                |
| Marilyn Monroe    | Chérie           | Buszmegálló                    | Bus Stop                        |                         |                |
| Debbie Reynolds   | Polly Parish     | A legnagyobb köteg             | Bundle of Joy                   |                         |                |
| 1957 (15. gála)   |                  |                                |                                 |                         |                |
|                   | Taina Elg        | Angele Ducros                  | A lányok                        | Les Girls               |                |
| Kay Kendall       | Sybil Wren       |                                | A lányok                        | Les Girls               |                |
|                   | Cyd Charisse     | Nina "Ninotchka" Yoschenko     | Selyemharisnya                  | Silk Stockings          |                |
| Audrey Hepburn    | Ariane Chavasse  | Délutáni szerelem              | Love in the Afternoon           |                         |                |
| Jean Simmons      | Anne Leeds       | Ez lehet az este               | This Could Be the Night         |                         |                |
| 1958 (16. gála)   |                  |                                |                                 |                         |                |
|                   | Rosalind Russell | Mame Dennis                    |                                 | Auntie Mame             |                |
| Ingrid Bergman    | Anna Kalman      | Indiszkrét                     | Indiscreet                      |                         |                |
| Leslie Caron      | Gigi             | Gigi                           | Gigi                            |                         |                |
| Doris Day         | Isolde Poole     | A szerelem alagútja            | The Tunnel of Love              |                         |                |
| Mitzi Gaynor      | Nellie Forbush   | Déltenger                      | South Pacific                   |                         |                |
| 1959 (17. gála)   |                  |                                |                                 |                         |                |
|                   | Marilyn Monroe   | Sugar "Kane" Kowalczyk         | Van, aki forrón szereti         | Some Like It Hot        |                |
| Dorothy Dandridge | Bess             | Porgy és Bess                  | Porgy and Bess                  |                         |                |
| Doris Day         | Jan Morrow       | Párnacsaták                    | Pillow Talk                     |                         |                |
| Shirley MacLaine  | Meg Wheeler      | Kérd bármelyik lányt           | Ask Any Girl                    |                         |                |
| Lilli Palmer      | Kathryn Ward     |                                | But Not for Me                  |                         |                |

### 1960-as évek
| Év                | Színésznő                                                            | Színésznő                          | Szerep                         | Magyar cím           | Eredeti cím   |
| 1960 (18. gála)   |                                                                      |                                    |                                |                      |               |
| ----------------- | -------------------------------------------------------------------- | ---------------------------------- | ------------------------------ | -------------------- | ------------- |
| 1960 (18. gála)   |                                                                      | Shirley MacLaine                   | Fran Kubelik                   | Legénylakás          | The Apartment |
| 1960 (18. gála)   | Lucille Ball                                                         | Kitty Weaver                       | Az élet körülményei            | The Facts of Life    |               |
| 1960 (18. gála)   | Capucine                                                             | Carolyne zu Sayn-Wittgenstein      |                                | Song Without End     |               |
| 1960 (18. gála)   | Judy Holliday                                                        | Ella Peterson                      | Szólnak a harangok             | Bells Are Ringing    |               |
| 1960 (18. gála)   | Sophia Loren                                                         | Lucia Curcio                       | Nápolyban kezdődött            | It Started in Naples |               |
| 1961 (19. gála)   |                                                                      |                                    |                                |                      |               |
|                   | Rosalind Russell                                                     | Bertha Jacoby                      | Egyöntetű többség              | A Majority of One    |               |
| Bette Davis       | Apple Annie                                                          | Egy maroknyi csoda                 | Pocketful of Miracles          |                      |               |
| Audrey Hepburn    | Holly Golightly                                                      | Álom luxuskivitelben               | Breakfast at Tiffany's         |                      |               |
| Hayley Mills      | Susan Evers / Sharon McKendrick                                      | Apád-anyád idejöjjön!              | The Parent Trap                |                      |               |
| Miyoshi Umeki     | Mei Li                                                               | Lótusz                             | Flower Drum Song               |                      |               |
| 1962 (20. gála)   |                                                                      |                                    |                                |                      |               |
|                   | Rosalind Russell                                                     | Rose Hovick                        |                                | Gypsy                |               |
| Doris Day         | Kitty Wonder                                                         | Jumbo                              | Billy Rose's Jumbo             |                      |               |
| Jane Fonda        | Isabel Haverstick                                                    | Amíg összeszoknak                  | Period of Adjustment           |                      |               |
| Shirley Jones     | Marian Paroo                                                         | A muzsikus                         | The Music Man                  |                      |               |
| Natalie Wood      | Louise Hovick / Gypsy Rose Lee                                       |                                    | Gypsy                          |                      |               |
| 1963 (21. gála)   |                                                                      |                                    |                                |                      |               |
|                   | Shirley MacLaine                                                     | Irma la Douce                      | Irma, te édes                  | Irma la Douce        |               |
| Ann-Margret       | Kim MacAffee                                                         |                                    | Bye Bye Birdie                 |                      |               |
| Doris Day         | Ellen Wagstaff Arden                                                 |                                    | Move Over, Darling             |                      |               |
| Audrey Hepburn    | Regina "Reggie" Lampert                                              | Amerikai fogócska                  | Charade                        |                      |               |
| Hayley Mills      | Nancy Carey                                                          |                                    | Summer Magic                   |                      |               |
| Molly Picon       | Sophie Baker                                                         |                                    | Come Blow Your Horn            |                      |               |
| Jill St. John     | Peggy John                                                           |                                    | Come Blow Your Horn            |                      |               |
| Joanne Woodward   | Sam Blake / Mimi                                                     |                                    | A New Kind of Love             |                      |               |
| 1964 (22. gála)   |                                                                      |                                    |                                |                      |               |
|                   | Julie Andrews                                                        | Mary Poppins                       | Mary Poppins                   | Mary Poppins         |               |
| Audrey Hepburn    | Eliza Doolittle                                                      | My Fair Lady                       | My Fair Lady                   |                      |               |
| Sophia Loren      | Filumena Marturano                                                   | Házasság olasz módra               | Matrimonio all'italiana        |                      |               |
| Melína Merkúri    | Elizabeth Lipp                                                       | A Topkapi kincse                   | Topkapi                        |                      |               |
| Debbie Reynolds   | Molly Brown                                                          | Az elsüllyeszthetetlen Molly Brown | The Unsinkable Molly Brown     |                      |               |
| 1965 (23. gála)   |                                                                      |                                    |                                |                      |               |
|                   | Julie Andrews                                                        | Maria von Trapp                    | A muzsika hangja               | The Sound of Music   |               |
| Jane Fonda        | Cat Ballou                                                           | Cat Ballou legendája               | Cat Ballou                     |                      |               |
| Barbara Harris    | Dr. Sandra Markowitz                                                 | Ezer bohóc                         | A Thousand Clowns              |                      |               |
| Rita Tushingham   | Nancy Jones                                                          | A csábítás trükkje                 | The Knack ...and How to Get It |                      |               |
| Natalie Wood      | Daisy Clover                                                         | Daisy Clover belülről              | Inside Daisy Clover            |                      |               |
| 1966 (24. gála)   |                                                                      |                                    |                                |                      |               |
|                   | Lynn Redgrave                                                        | Georgy                             | Georgy Girl                    | Georgy Girl          |               |
| Jane Fonda        | Ellen Gordon                                                         |                                    | Any Wednesday                  |                      |               |
| Elizabeth Hartman | Barbara Darling                                                      | Te már nagy kisfiú vagy            | You're a Big Boy Now           |                      |               |
| Shirley MacLaine  | Nicole Chang                                                         | Gyalogáldozat                      | Gambit                         |                      |               |
| Vanessa Redgrave  | Leonie Delt                                                          |                                    | Morgan!                        |                      |               |
| 1967 (25. gála)   |                                                                      |                                    |                                |                      |               |
|                   | Anne Bancroft                                                        | Mrs. Robinson                      | Diploma előtt                  | The Graduate         |               |
| Julie Andrews     | Millie Dillmount                                                     | Ízig-vérig modern Millie           | Thoroughly Modern Millie       |                      |               |
| Audrey Hepburn    | Joanna "Jo" Wallace                                                  | Ketten az úton                     | Two for the Road               |                      |               |
| Shirley MacLaine  | Paulette / Maria Teresa / Linda / Edith / Eve Minou / Marie / Jeanne | A nő hétszer                       | Woman Times Seven              |                      |               |
| Vanessa Redgrave  | Guenevere                                                            | Camelot                            | Camelot                        |                      |               |
| 1968 (26. gála)   |                                                                      |                                    |                                |                      |               |
|                   | Barbra Streisand                                                     | Fanny Brice                        | Funny Girl                     | Funny Girl           |               |
| Julie Andrews     | Gertrude Lawrence                                                    |                                    | Star!                          |                      |               |
| Lucille Ball      | Helen North                                                          | Enyém, tied, miénk                 | Yours, Mine and Ours           |                      |               |
| Petula Clark      | Sharon McLongeran                                                    | Szivárványvölgy                    | Finian's Rainbow               |                      |               |
| Gina Lollobrigida | Carla Campbell                                                       | Jó estét, Mrs. Campbell!           | Buona Sera, Mrs. Campbell      |                      |               |
| 1969 (27. gála)   |                                                                      |                                    |                                |                      |               |
|                   | Patty Duke                                                           | Natalie Miller                     | Én, Natalie                    | Me, Natalie          |               |
| Ingrid Bergman    | Stephanie Dickinson                                                  | A kaktusz virága                   | Cactus Flower                  |                      |               |
| Dyan Cannon       | Alice Henderson                                                      | Bob és Carol és Ted és Alice       | Bob & Carol & Ted & Alice      |                      |               |
| Kim Darby         | Doris Bolton Owen                                                    |                                    | Generation                     |                      |               |
| Mia Farrow        | Mary                                                                 | John és Mary                       | John and Mary                  |                      |               |
| Shirley MacLaine  | Charity Hope Valentine                                               | Édes Charity                       | Sweet Charity                  |                      |               |
| Anna Magnani      | Rose Bombolini                                                       | Santa Vittoria titka               | The Secret of Santa Vittoria   |                      |               |
| Barbra Streisand  | Dolly Levi                                                           | Hello, Dolly!                      | Hello, Dolly!                  |                      |               |

### 1970-es évek
| Év                 | Színésznő              | Színésznő                              | Szerep                                      | Magyar cím               | Eredeti cím              |
| 1970 (28. gála)    |                        |                                        |                                             |                          |                          |
| ------------------ | ---------------------- | -------------------------------------- | ------------------------------------------- | ------------------------ | ------------------------ |
| 1970 (28. gála)    |                        | Carrie Snodgress                       | Tina Balser                                 |                          | Diary of a Mad Housewife |
| 1970 (28. gála)    | Julie Andrews          | Lili Smith                             | Lili drágám                                 | Darling Lili             |                          |
| 1970 (28. gála)    | Sandy Dennis           | Gwen Kellerman                         | Párosban a városban (Vidékiek New Yorkban)  | The Out-of-Towners       |                          |
| 1970 (28. gála)    | Angela Lansbury        | Erthe Van Orstein grófnő               | Mindenkinek jár valami                      | Something for Everyone   |                          |
| 1970 (28. gála)    | Barbra Streisand       | Doris                                  | A bagoly és a cicababa                      | The Owl and the Pussycat |                          |
| 1971 (29. gála)    |                        |                                        |                                             |                          |                          |
|                    | Twiggy                 | Polly Browne                           | Twiggy, a sztár                             | The Boy Friend           |                          |
| Sandy Duncan       | Amy Cooper             |                                        | Star Spangled Girl                          |                          |                          |
| Ruth Gordon        | Maude Chardin          | Harold és Maude                        | Harold and Maude                            |                          |                          |
| Angela Lansbury    | Eglantine Price        | Ágygömb és seprűnyél                   | Bedknobs and Broomsticks                    |                          |                          |
| Elaine May         | Henrietta Lowell       | Pénzes asszony kerestetik              | A New Leaf                                  |                          |                          |
| 1972 (30. gála)    |                        |                                        |                                             |                          |                          |
|                    | Liza Minnelli          | Sally Bowles                           | Kabaré                                      | Cabaret                  |                          |
| Carol Burnett      | Tillie Schlaine        | Micsoda házasság!                      | Pete 'n' Tillie                             |                          |                          |
| Goldie Hawn        | Jill Tanner            | A pillangók szabadok                   | Butterflies Are Free                        |                          |                          |
| Juliet Mills       | Pamela Piggott         | Avanti!                                | Avanti!                                     |                          |                          |
| Maggie Smith       | Augusta Bertram        | Utazások nagynénémmel                  | Travels with My Aunt                        |                          |                          |
| 1973 (31. gála)    |                        |                                        |                                             |                          |                          |
|                    | Glenda Jackson         | Vicky Allesio                          | Egy kis előkelőség                          | A Touch of Class         |                          |
| Yvonne Elliman     | Mária Magdolna         | Jézus Krisztus szupersztár             | Jesus Christ Superstar                      |                          |                          |
| Cloris Leachman    | Nettie Appleby         | Charley és az őrangyal                 | Charley and the Angel                       |                          |                          |
| Tatum O’Neal       | Addie Loggins          | Papírhold                              | Paper Moon                                  |                          |                          |
| Liv Ullmann        | Ann Stanley            |                                        | 40 Carats                                   |                          |                          |
| 1974 (32. gála)    |                        |                                        |                                             |                          |                          |
|                    | Raquel Welch           | Constance Bonacieux                    | A három testőr, avagy a királyné gyémántjai | The Three Musketeers     |                          |
| Lucille Ball       | Mame Dennis            |                                        | Mame                                        |                          |                          |
| Diahann Carroll    | Claudine Price         |                                        | Claudine                                    |                          |                          |
| Helen Hayes        | Mrs. Steinmetz         | A kicsi kocsi újra száguld             | Herbie Rides Again                          |                          |                          |
| Cloris Leachman    | Frau Blücher           | Az ifjú Frankenstein                   | Young Frankenstein                          |                          |                          |
| 1975 (33. gála)    |                        |                                        |                                             |                          |                          |
|                    | Ann-Margret            | Nora Walker                            |                                             | Tommy                    |                          |
| Julie Christie     | Jackie Shawn           | Sampon                                 | Shampoo                                     |                          |                          |
| Goldie Hawn        | Jill Haynes            | Sampon                                 | Shampoo                                     |                          |                          |
| Liza Minnelli      | Claire                 | Lucky Lady                             | Lucky Lady                                  |                          |                          |
| Barbra Streisand   | Fanny Brice            | Funny Lady                             | Funny Lady                                  |                          |                          |
| 1976 (34. gála)    |                        |                                        |                                             |                          |                          |
|                    | Barbra Streisand       | Esther Hoffman                         | Csillag születik                            | A Star Is Born           |                          |
| Barbara Harris     | Blanche Tyler          | Családi összeesküvés                   | Family Plot                                 |                          |                          |
| Barbara Harris     | Ellen Andrews          | Kelekótya péntek                       | Freaky Friday                               |                          |                          |
| Jodie Foster       | Annabelle Andrews      | Kelekótya péntek                       | Freaky Friday                               |                          |                          |
| Goldie Hawn        | Amanda "Duchess" Quaid |                                        | The Duchess and the Dirtwater Fox           |                          |                          |
| Rita Moreno        | Googie Gomez           | A Ritz fürdőház                        | The Ritz                                    |                          |                          |
| 1977 (35. gála)    |                        |                                        |                                             |                          |                          |
|                    | Diane Keaton           | Annie Hall                             | Annie Hall                                  | Annie Hall               |                          |
| Marsha Mason       | Paula McFadden         | Hölgyem, Isten áldja!                  | The Goodbye Girl                            |                          |                          |
| Sally Field        | Carrie ("Béka")        | Smokey és a bandita                    | Smokey and the Bandit                       |                          |                          |
|                    | Liza Minnelli          | Francine Evans                         | New York, New York                          | New York, New York       |                          |
| Lily Tomlin        | Margo Sperling         |                                        | The Late Show                               |                          |                          |
| 1978 (36. gála)    |                        |                                        |                                             |                          |                          |
|                    | Ellen Burstyn          | Doris                                  | Jövőre veled ugyanitt                       | Same Time, Next Year     |                          |
| Maggie Smith       | Diana Barrie           | Kaliforniai lakosztály                 | California Suite                            |                          |                          |
| Jacqueline Bisset  | Natasha O'Brien        | Ki öli meg Európa nagy konyhafőnökeit? | Who Is Killing the Great Chefs of Europe?   |                          |                          |
|                    | Goldie Hawn            | Gloria Mundy                           | Óvakodj a törpétől                          | Foul Play                |                          |
| Olivia Newton-John | Sandy Olsson           | Grease                                 | Grease                                      |                          |                          |
| 1979 (37. gála)    |                        |                                        |                                             |                          |                          |
|                    | Bette Midler           | Mary Rose Foster                       | A rózsa                                     | The Rose                 |                          |
| Julie Andrews      | Samantha Taylor        | Bombanő                                | 10                                          |                          |                          |
| Jill Clayburgh     | Marilyn Holmberg       | Egy elvált férfi ballépései            | Starting Over                               |                          |                          |
| Shirley MacLaine   | Eve Rand               | Isten hozta, Mister!                   | Being There                                 |                          |                          |
| Marsha Mason       | Jennie MacLaine        | Második fejezet                        | Chapter Two                                 |                          |                          |

### 1980-as évek
| Év                | Színésznő                  | Színésznő                          | Szerep                                 | Magyar cím          | Eredeti cím           |
| 1980 (38. gála)   |                            |                                    |                                        |                     |                       |
| ----------------- | -------------------------- | ---------------------------------- | -------------------------------------- | ------------------- | --------------------- |
| 1980 (38. gála)   |                            | Sissy Spacek                       | Loretta Lynn                           | A szénbányász lánya | Coal Miner's Daughter |
| 1980 (38. gála)   | Irene Cara                 | Coco Hernandez                     | Hírnév                                 | Fame                |                       |
| 1980 (38. gála)   | Goldie Hawn                | Judy Benjamin                      | Benjamin közlegény                     | Private Benjamin    |                       |
| 1980 (38. gála)   | Bette Midler               | önmaga / The Divine Miss M         |                                        | Divine Madness      |                       |
| 1980 (38. gála)   | Dolly Parton               | Doralee Rhodes                     | Kilenctől ötig                         | 9 to 5              |                       |
| 1981 (39. gála)   |                            |                                    |                                        |                     |                       |
|                   | Bernadette Peters          | Eileen Everson                     | Filléreső                              | Pennies from Heaven |                       |
| Blair Brown       | Dr. Nell Porter            | Amerikai románc                    | Continental Divide                     |                     |                       |
| Carol Burnett     | Kate Burroughs             | A négy évszak                      | The Four Seasons                       |                     |                       |
| Jill Clayburgh    | Ruth Loomis                | …Kinek a bírónő                    | First Monday in October                |                     |                       |
| Liza Minnelli     | Linda Marolla              | Arthur                             | Arthur                                 |                     |                       |
| 1982 (40. gála)   |                            |                                    |                                        |                     |                       |
|                   | Julie Andrews              | Victoria Grant / Victor Grezhinski | Viktor, Viktória                       | Victor/Victoria     |                       |
| Carol Burnett     | Miss Hannigan              | Annie                              | Annie                                  |                     |                       |
| Aileen Quinn      | Annie                      | Annie                              | Annie                                  |                     |                       |
| Sally Field       | Kay                        |                                    | Kiss Me Goodbye                        |                     |                       |
| Goldie Hawn       | Paula McCullen             | Házasodjunk, vagy tán mégse?       | Best Friends                           |                     |                       |
| Dolly Parton      | Mona Stangley              | A legjobb bordélyház Texasban      | The Best Little Whorehouse in Texas    |                     |                       |
| 1983 (41. gála)   |                            |                                    |                                        |                     |                       |
|                   | Julie Walters              | Susan "Rita" White                 | Rita többet akar – Szebb dalt énekelni | Educating Rita      |                       |
| Anne Bancroft     | Anna Bronski               | Lenni vagy nem lenni               | To Be or Not to Be                     |                     |                       |
| Jennifer Beals    | Alex Owens                 | Flashdance                         | Flashdance                             |                     |                       |
| Linda Ronstadt    | Mabel                      | Penzance kalózai                   | The Pirates of Penzance                |                     |                       |
| Barbra Streisand  | Yentl Mendel               | Yentl                              | Yentl                                  |                     |                       |
| 1984 (42. gála)   |                            |                                    |                                        |                     |                       |
|                   | Kathleen Turner            | Joan Wilder                        | A smaragd románca                      | Romancing the Stone |                       |
| Anne Bancroft     | Estelle Rolfe              | És megszólal Garbo                 | Garbo Talks                            |                     |                       |
| Mia Farrow        | Tina Vitale                | Broadway Danny Rose                | Broadway Danny Rose                    |                     |                       |
| Shelley Long      | Lucy Brodsky               | Kibékíthetetlen ellentétek         | Irreconcilable Differences             |                     |                       |
| Lily Tomlin       | Edwina Cutwater            | Mindenem a tied                    | All of Me                              |                     |                       |
| 1985 (43. gála)   |                            |                                    |                                        |                     |                       |
|                   | Kathleen Turner            | Irene Walker                       | A Prizzik becsülete                    | Prizzi's Honor      |                       |
| Rosanna Arquette  | Roberta Glass              | Kétségbeesve keresem Susant        | Desperately Seeking Susan              |                     |                       |
| Glenn Close       | Jan / Maxie                |                                    | Maxie                                  |                     |                       |
| Mia Farrow        | Cecelia                    | Kairo bíbor rózsája                | The Purple Rose of Cairo               |                     |                       |
| Sally Field       | Emma Moriarty              | Murphy románca                     | Murphy's Romance                       |                     |                       |
| 1986 (44. gála)   |                            |                                    |                                        |                     |                       |
|                   | Sissy Spacek               | Rebecca Magrath / Babe Botrelle    | Bűnös szívek                           | Crimes of the Heart |                       |
| Julie Andrews     | Gillian Fairchild          | Ilyen az élet                      | That's Life!                           |                     |                       |
| Melanie Griffith  | Audrey Hankel              | Valami vadság                      | Something Wild                         |                     |                       |
| Bette Midler      | Barbara Whiteman           | Koldusbottal Beverly Hills-ben     | Down and Out in Beverly Hills          |                     |                       |
| Kathleen Turner   | Peggy Sue                  | Előre a múltba                     | Peggy Sue Got Married                  |                     |                       |
| 1987 (45. gála)   |                            |                                    |                                        |                     |                       |
|                   | Cher                       | Loretta Castorini                  | Holdkórosok                            | Moonstruck          |                       |
| Jennifer Grey     | Frances "Baby" Houseman    | Dirty Dancing – Piszkos tánc       | Dirty Dancing                          |                     |                       |
| Holly Hunter      | Jane Craig                 | A híradó sztárjai                  | Broadcast News                         |                     |                       |
| Diane Keaton      | J.C. Wiatt                 | Bomba bébi                         | Baby Boom                              |                     |                       |
| Bette Midler      | Sandy Bronzinsky           | Szemérmetlen szerencse             | Outrageous Fortune                     |                     |                       |
| 1988 (46. gála)   |                            |                                    |                                        |                     |                       |
|                   | Melanie Griffith           | Tess McGill                        | Dolgozó lány                           | Working Girl        |                       |
| Jamie Lee Curtis  | Wanda Gershwitz            | A hal neve: Wanda                  | A Fish Called Wanda                    |                     |                       |
| Amy Irving        | Isabelle Grossman          | A szerelemhez idő kell             | Crossing Delancey                      |                     |                       |
| Michelle Pfeiffer | Angela DeMarco             | Keresztanya                        | Married to the Mob                     |                     |                       |
| Susan Sarandon    | Annie Savoy                | Baseball bikák                     | Bull Durham                            |                     |                       |
| 1989 (47. gála)   |                            |                                    |                                        |                     |                       |
|                   | Jessica Tandy              | Daisy Werthan                      | Miss Daisy sofőrje                     | Driving Miss Daisy  |                       |
| Pauline Collins   | Shirley Valentine-Bradshaw | Shirley Valentine                  | Shirley Valentine                      |                     |                       |
| Meg Ryan          | Sally Albright             | Harry és Sally                     | When Harry Met Sally...                |                     |                       |
| Meryl Streep      | Mary Fisher                | Nőstényördög                       | She-Devil                              |                     |                       |
| Kathleen Turner   | Barbara Rose               | A rózsák háborúja                  | The War of the Roses                   |                     |                       |

### 1990-es évek
| Év                | Színésznő                | Színésznő                                         | Szerep                       | Magyar cím                    | Eredeti cím  |
| 1990 (48. gála)   |                          |                                                   |                              |                               |              |
| ----------------- | ------------------------ | ------------------------------------------------- | ---------------------------- | ----------------------------- | ------------ |
| 1990 (48. gála)   |                          | Julia Roberts                                     | Vivian Ward                  | Micsoda nő!                   | Pretty Woman |
| 1990 (48. gála)   | Mia Farrow               | Alice Tate                                        | Alice                        | Alice                         |              |
| 1990 (48. gála)   | Andie MacDowell          | Bronte Mitchell                                   | Zöld kártya                  | Green Card                    |              |
| 1990 (48. gála)   | Demi Moore               | Molly Jensen                                      | Ghost                        | Ghost                         |              |
| 1990 (48. gála)   | Meryl Streep             | Suzanne Vale                                      | Képeslapok a szakadékból     | Postcards from the Edge       |              |
| 1991 (49. gála)   |                          |                                                   |                              |                               |              |
|                   | Bette Midler             | Dixie Leonard                                     | Kopaszoknak szeretettel      | For the Boys                  |              |
| Ellen Barkin      | Amanda Brooks            | Farkangyal                                        | Switch                       |                               |              |
| Kathy Bates       | Evelyn Couch             | Sült, zöld paradicsom                             | Fried Green Tomatoes         |                               |              |
| Anjelica Huston   | Morticia Addams          | Addams Family – A galád család                    | The Addams Family            |                               |              |
| Michelle Pfeiffer | Frankie                  | Krumplirózsa                                      | Frankie and Johnny           |                               |              |
| 1992 (50. gála)   |                          |                                                   |                              |                               |              |
|                   | Miranda Richardson       | Rose Arbuthnot                                    | Elvarázsolt április          | Enchanted April               |              |
| Geena Davis       | Dottie Hinson            | Micsoda csapat!                                   | A League of Their Own        |                               |              |
| Whoopi Goldberg   | Deloris van Cartier      | Apáca show                                        | Sister Act                   |                               |              |
| Shirley MacLaine  | Pearl Berman             | Lestrapált emberek                                | Used People                  |                               |              |
| Meryl Streep      | Madeline Ashton          | Jól áll neki a halál                              | Death Becomes Her            |                               |              |
| 1993 (51. gála)   |                          |                                                   |                              |                               |              |
|                   | Angela Bassett           | Tina Turner                                       | Tina                         | What's Love Got to Do with It |              |
| Stockard Channing | Ouisa Kittredge          | Hatszoros ölelés                                  | Six Degrees of Separation    |                               |              |
| Anjelica Huston   | Morticia Addams          | Addams Family 2. – Egy kicsivel galádabb a család | Addams Family Values         |                               |              |
| Diane Keaton      | Carol Lipton             | Rejtélyes manhattani haláleset                    | Manhattan Murder Mystery     |                               |              |
| Meg Ryan          | Annie Reed               | A szerelem hullámhosszán                          | Sleepless in Seattle         |                               |              |
| 1994 (52. gála)   |                          |                                                   |                              |                               |              |
|                   | Jamie Lee Curtis         | Helen Tasker                                      | True Lies – Két tűz között   | True Lies                     |              |
| Geena Davis       | Julia Mann               | Hallgass velem                                    | Speechless                   |                               |              |
| Andie MacDowell   | Carrie                   | Négy esküvő és egy temetés                        | Four Weddings and a Funeral  |                               |              |
| Shirley MacLaine  | Tess Carlisle            | Az öreg hölgy és a testőr                         | Guarding Tess                |                               |              |
| Emma Thompson     | Dr. Diana Redding        | Junior                                            | Junior                       |                               |              |
| 1995 (53. gála)   |                          |                                                   |                              |                               |              |
|                   | Nicole Kidman            | Suzanne Stone-Maretto                             | Majd' megdöglik érte         | To Die For                    |              |
| Annette Bening    | Sydney Ellen Wade        | Szerelem a Fehér Házban                           | The American President       |                               |              |
| Sandra Bullock    | Lucy Eleanor Moderatz    | Aludj csak, én álmodom                            | While You Were Sleeping      |                               |              |
| Toni Collette     | Muriel Heslop            | Muriel esküvője                                   | Muriel's Wedding             |                               |              |
| Vanessa Redgrave  | Miss Bentley             | Itália csókja                                     | A Month by the Lake          |                               |              |
| 1996 (54. gála)   |                          |                                                   |                              |                               |              |
|                   | Madonna                  | Evita Perón                                       | Evita                        | Evita                         |              |
| Glenn Close       | Szörnyella de Frász      | 101 kiskutya                                      | 101 Dalmatians               |                               |              |
| Frances McDormand | Marge Gunderson          | Fargo                                             | Fargo                        |                               |              |
| Debbie Reynolds   | Beatrice Henderson       | Anya                                              | Mother                       |                               |              |
| Barbra Streisand  | Rose Morgan              | Tükröm, tükröm                                    | The Mirror Has Two Faces     |                               |              |
| 1997 (55. gála)   |                          |                                                   |                              |                               |              |
|                   | Helen Hunt               | Carol Connelly                                    | Lesz ez még így se!          | As Good as It Gets            |              |
| Joey Lauren Adams | Alyssa Jones             | Comic strip – Képtelen képregény                  | Chasing Amy                  |                               |              |
| Pam Grier         | Jackie Brown             | Jackie Brown                                      | Jackie Brown                 |                               |              |
| Jennifer Lopez    | Selena Quintanilla-Pérez | Dalok szárnyán                                    | Selena                       |                               |              |
| Julia Roberts     | Julianne Potter          | Álljon meg a nászmenet!                           | My Best Friend's Wedding     |                               |              |
| 1998 (56. gála)   |                          |                                                   |                              |                               |              |
|                   | Gwyneth Paltrow          | Viola de Lesseps                                  | Szerelmes Shakespeare        | Shakespeare in Love           |              |
| Cameron Diaz      | Mary Jensen              | Keresd a nőt!                                     | There's Something About Mary |                               |              |
| Jane Horrocks     | Laura Hoff               | Little Voice                                      | Little Voice                 |                               |              |
| Christina Ricci   | Deedee Truitt            | Nem ér a nemem!                                   | The Opposite of Sex          |                               |              |
| Meg Ryan          | Kathleen Kelly           | A szerelem hálójában                              | You've Got Mail              |                               |              |
| 1999 (57. gála)   |                          |                                                   |                              |                               |              |
|                   | Janet McTeer             | Mary Jo Walker                                    | Pasifogó                     | Tumbleweeds                   |              |
| Julianne Moore    | Mrs. Laura Cheveley      | Az eszményi férj                                  | An Ideal Husband             |                               |              |
| Julia Roberts     | Anna Scott               | Sztárom a párom                                   | Notting Hill                 |                               |              |
| Sharon Stone      | Sarah Little             | A múzsa csókja                                    | The Muse                     |                               |              |
| Reese Witherspoon | Tracy Flick              | Gimiboszi                                         | Election                     |                               |              |

### 2000-es évek
| Év                   | Színésznő                  | Színésznő                                    | Szerep                                         | Magyar cím             | Eredeti cím |
| 2000 (58. gála)      |                            |                                              |                                                |                        |             |
| -------------------- | -------------------------- | -------------------------------------------- | ---------------------------------------------- | ---------------------- | ----------- |
| 2000 (58. gála)      |                            | Renée Zellweger                              | Betty Sizemore                                 | Betty nővér            | Nurse Betty |
| 2000 (58. gála)      | Juliette Binoche           | Vianne Rocher                                | Csokoládé                                      | Chocolat               |             |
| 2000 (58. gála)      | Brenda Blethyn             | Grace Trevethyn                              | Fűbenjáró bűn                                  | Saving Grace           |             |
| 2000 (58. gála)      | Sandra Bullock             | Gracie Hart                                  | Beépített szépség                              | Miss Congeniality      |             |
| 2000 (58. gála)      | Tracey Ullman              | Frenchy Jackson                              | Süti, nem süti                                 | Small Time Crooks      |             |
| 2001 (59. gála)      |                            |                                              |                                                |                        |             |
|                      | Nicole Kidman              | Satine                                       | Moulin Rouge!                                  | Moulin Rouge!          |             |
| Thora Birch          | Enid                       | Tétova tinédzserek                           | Ghost World                                    |                        |             |
| Cate Blanchett       | Kate Wheeler               | Banditák                                     | Bandits                                        |                        |             |
| Reese Witherspoon    | Elle Woods                 | Doktor Szöszi                                | Legally Blonde                                 |                        |             |
| Renée Zellweger      | Bridget Jones              | Bridget Jones naplója                        | Bridget Jones's Diary                          |                        |             |
| 2002 (60. gála)      |                            |                                              |                                                |                        |             |
|                      | Renée Zellweger            | Roxie Hart                                   | Chicago                                        | Chicago                |             |
| Maggie Gyllenhaal    | Lee Holloway               | Titkárnő                                     | Secretary                                      |                        |             |
| Goldie Hawn          | Suzette Crooks             | Örök lányok                                  | The Banger Sisters                             |                        |             |
| Nia Vardalos         | Fotoula "Toula" Portokalos | Bazi nagy görög lagzi                        | My Big Fat Greek Wedding                       |                        |             |
| Catherine Zeta-Jones | Velma Kelly                | Chicago                                      | Chicago                                        |                        |             |
| 2003 (61. gála)      |                            |                                              |                                                |                        |             |
|                      | Diane Keaton               | Erica Barry                                  | Minden végzet nehéz                            | Something's Gotta Give |             |
| Jamie Lee Curtis     | Dr. Tess Coleman           | Nem férek a bőrödbe                          | Freaky Friday                                  |                        |             |
| Scarlett Johansson   | Charlotte Riley            | Elveszett jelentés                           | Lost in Translation                            |                        |             |
| Diane Lane           | Frances Mayes              | Napsütötte Toszkána                          | Under the Tuscan Sun                           |                        |             |
| Helen Mirren         | Chris Harper               | Felül semmi                                  | Calendar Girls                                 |                        |             |
| 2004 (62. gála)      |                            |                                              |                                                |                        |             |
|                      | Annette Bening             | Julia Lambert                                | Csodálatos Júlia                               | Being Julia            |             |
| Ashley Judd          | Linda Porter               | De-Lovely – Ragyogó évek                     | De-Lovely                                      |                        |             |
| Emmy Rossum          | Christine Daaé             | Az operaház fantomja                         | The Phantom of the Opera                       |                        |             |
| Kate Winslet         | Clementine Kruczynski      | Egy makulátlan elme örök ragyogása           | Eternal Sunshine of the Spotless Mind          |                        |             |
| Renée Zellweger      | Bridget Jones              | Bridget Jones: Mindjárt megőrülök!           | Bridget Jones: The Edge of Reason              |                        |             |
| 2005 (63. gála)      |                            |                                              |                                                |                        |             |
|                      | Reese Witherspoon          | June Carter Cash                             | 'A nyughatatlan'                               | Walk the Line          |             |
| Judi Dench           | Laura Henderson            | Mrs. Henderson bemutatja                     | Mrs Henderson Presents                         |                        |             |
| Keira Knightley      | Elizabeth Bennet           | Büszkeség és balítélet                       | Pride & Prejudice                              |                        |             |
| Laura Linney         | Joan Berkman               | A tintahal és a bálna                        | The Squid and the Whale                        |                        |             |
| Sarah Jessica Parker | Meredith Morton            | Kőkemény család                              | The Family Stone                               |                        |             |
| 2006 (64. gála)      |                            |                                              |                                                |                        |             |
|                      | Meryl Streep               | Miranda Priestly                             | Az ördög Pradát visel                          | The Devil Wears Prada  |             |
| Annette Bening       | Deirdre Burroughs          | Kés, villa, olló                             | Running with Scissors                          |                        |             |
| Toni Collette        | Sheryl Hoover              | A család kicsi kincse                        | Little Miss Sunshine                           |                        |             |
| Beyoncé Knowles      | Deena Jones                | Dreamgirls                                   | Dreamgirls                                     |                        |             |
| Renée Zellweger      | Beatrix Potter             | Miss Potter                                  | Miss Potter                                    |                        |             |
| 2007 (65. gála)      |                            |                                              |                                                |                        |             |
|                      | Marion Cotillard           | Édith Piaf                                   | Piaf                                           | La Môme                |             |
| Amy Adams            | Giselle                    | Bűbáj                                        | Enchanted                                      |                        |             |
| Nikki Blonsky        | Tracy Turnblad             | Hajlakk                                      | Hairspray                                      |                        |             |
| Helena Bonham Carter | Mrs. Lovett                | Sweeney Todd, a Fleet Street démoni borbélya | Sweeney Todd: The Demon Barber of Fleet Street |                        |             |
| Ellen Page           | Juno MacGuff               | Juno                                         | Juno                                           |                        |             |
| 2008 (66. gála)      |                            |                                              |                                                |                        |             |
|                      | Sally Hawkins              | Pauline "Poppy" Cross                        | Hajrá, boldogság!                              | Happy-Go-Lucky         |             |
| Rebecca Hall         | Vicky Marielle             | Vicky Cristina Barcelona                     | Vicky Cristina Barcelona                       |                        |             |
| Frances McDormand    | Linda Litzke               | Égető bizonyíték                             | Burn After Reading                             |                        |             |
| Meryl Streep         | Donna Sheridan             | Mamma Mia!                                   | Mamma Mia!                                     |                        |             |
| Emma Thompson        | Kate Walker                | Szerelem második látásra                     | Last Chance Harvey                             |                        |             |
| 2009 (67. gála)      |                            |                                              |                                                |                        |             |
|                      | Meryl Streep               | Julia Child                                  | Julie és Julia – Két nő, egy recept            | Julie & Julia          |             |
| Meryl Streep         | Jane Adler                 | Egyszerűen bonyolult                         | It's Complicated                               |                        |             |
| Sandra Bullock       | Margaret Tate              | Nász-ajánlat                                 | The Proposal                                   |                        |             |
| Marion Cotillard     | Luisa Acari Contini        | Kilenc                                       | Nine                                           |                        |             |
| Julia Roberts        | Claire Stenwick            | Kettős játék                                 | Duplicity                                      |                        |             |

### 2010-es évek
| Év                  | Színésznő                          | Színésznő                              | Szerep                         | Magyar cím              | Eredeti cím            |
| 2010 (68. gála)     |                                    |                                        |                                |                         |                        |
| ------------------- | ---------------------------------- | -------------------------------------- | ------------------------------ | ----------------------- | ---------------------- |
| 2010 (68. gála)     |                                    | Annette Bening                         | Dr. Nicole "Nic" Allgood       | A gyerekek jól vannak   | The Kids Are All Right |
| 2010 (68. gála)     | Anne Hathaway                      | Maggie Murdock                         | Szerelem és más drogok         | Love & Other Drugs      |                        |
| 2010 (68. gála)     | Angelina Jolie                     | Elise Clifton-Ward                     | Az utazó                       | The Tourist             |                        |
| 2010 (68. gála)     | Julianne Moore                     | Jules Allgood                          | A gyerekek jól vannak          | The Kids Are All Right  |                        |
| 2010 (68. gála)     | Emma Stone                         | Olive Penderghast                      | Könnyű nőcske                  | Easy A                  |                        |
| 2011 (69. gála)     |                                    |                                        |                                |                         |                        |
|                     | Michelle Williams                  | Marilyn Monroe                         | Egy hét Marilynnel             | My Week with Marilyn    |                        |
| Jodie Foster        | Penelope Longstreet                | Az öldöklés istene                     | Carnage                        |                         |                        |
| Kate Winslet        | Nancy Cowan                        | Az öldöklés istene                     | Carnage                        |                         |                        |
| Charlize Theron     | Mavis Gary                         | Pszichoszingli                         | Young Adult                    |                         |                        |
| Kristen Wiig        | Annie Walker                       | Koszorúslányok                         | Bridesmaids                    |                         |                        |
| 2012 (70. gála)     |                                    |                                        |                                |                         |                        |
|                     | Jennifer Lawrence                  | Tiffany Maxwell                        | Napos oldal                    | Silver Linings Playbook |                        |
| Emily Blunt         | Harriet Chetwode-Talbot            | Lazacfogás Jemenben                    | Salmon Fishing in the Yemen    |                         |                        |
| Judi Dench          | Evelyn Greenslade                  | Keleti nyugalom – Marigold Hotel       | The Best Exotic Marigold Hotel |                         |                        |
| Maggie Smith        | Jean Horton                        | Kvartett – A nagy négyes               | Quartet                        |                         |                        |
| Meryl Streep        | Kay Soames                         | Amit még mindig tudni akarsz a szexről | Hope Springs                   |                         |                        |
| 2013 (71. gála)     |                                    |                                        |                                |                         |                        |
|                     | Amy Adams                          | Sydney Prosser / Lady Edith Greensly   | Amerikai botrány               | American Hustle         |                        |
| Julie Delpy         | Céline Wallace                     | Mielőtt éjfélt üt az óra               | Before Midnight                |                         |                        |
| Greta Gerwig        | Frances Halladay                   | Frances Ha                             | Frances Ha                     |                         |                        |
| Julia Louis-Dreyfus | Eva Henderson                      | Exek és szeretők                       | Enough Said                    |                         |                        |
| Meryl Streep        | Violet Weston                      | Augusztus Oklahomában                  | August: Osage County           |                         |                        |
| 2014 (72. gála)     |                                    |                                        |                                |                         |                        |
|                     | Amy Adams                          | Margaret Keane                         | Nagy szemek                    | Big Eyes                |                        |
| Emily Blunt         | A pékné                            | Vadregény                              | Into the Woods                 |                         |                        |
| Helen Mirren        | Madame Mallory                     | Az élet ízei                           | The Hundred-Foot Journey       |                         |                        |
| Julianne Moore      | Havana Segrand                     | Térkép a csillagokhoz                  | Maps to the Stars              |                         |                        |
| Quvenzhané Wallis   | Annie Bennett                      | Annie                                  | Annie                          |                         |                        |
| 2015 (73. gála)     |                                    |                                        |                                |                         |                        |
|                     | Jennifer Lawrence                  | Joy Mangano                            | Joy                            | Joy                     |                        |
| Melissa McCarthy    | Susan Cooper                       | A kém                                  | Spy                            |                         |                        |
| Amy Schumer         | Amy Townsend                       | Kész katasztrófa                       | Trainwreck                     |                         |                        |
| Maggie Smith        | Mary Shepherd / Margaret Fairchild | A kertbérlő                            | The Lady in the Van            |                         |                        |
| Lily Tomlin         | Elle Reid                          | Nagyi                                  | Grandma                        |                         |                        |
| 2016 (74. gála)     |                                    |                                        |                                |                         |                        |
|                     | Emma Stone                         | Mia Dolan                              | Kaliforniai álom               | La La Land              |                        |
| Annette Bening      | Dorothea Fields                    | Huszadik századi nők                   | 20th Century Women             |                         |                        |
| Lily Collins        | Marla Mabrey                       | Kivétel és szabály                     | Rules Don't Apply              |                         |                        |
| Hailee Steinfeld    | Nadine Franklin                    | Egy magányos tinédzser                 | The Edge of Seventeen          |                         |                        |
| Meryl Streep        | Florence Foster Jenkins            | Florence – A tökéletlen hang           | Florence Foster Jenkins        |                         |                        |
| 2017 (75. gála)     |                                    |                                        |                                |                         |                        |
|                     | Saoirse Ronan                      | Christine "Lady Bird" McPherson        | Lady Bird                      | Lady Bird               |                        |
| Judi Dench          | Viktória királynő                  | Viktória királynő és Abdul             | Victoria & Abdul               |                         |                        |
| Helen Mirren        | Ella Spencer                       | Örömjárgány                            | The Leisure Seeker             |                         |                        |
| Margot Robbie       | Tonya Harding                      | Én, Tonya                              | I, Tonya                       |                         |                        |
| Emma Stone          | Billie Jean King                   | A nemek harca                          | Battle of the Sexes            |                         |                        |
| 2018 (76. gála)     |                                    |                                        |                                |                         |                        |
|                     | Olivia Colman                      | Anna királynő                          | A kedvenc                      | The Favourite           |                        |
| Emily Blunt         | Mary Poppins                       | Mary Poppins visszatér                 | Mary Poppins Returns           |                         |                        |
| Elsie Fisher        | Kayla Day                          | Nyolcadik osztály                      | Eighth Grade                   |                         |                        |
| Charlize Theron     | Marlo Moreau                       | Pszichoanyu                            | Tully                          |                         |                        |
| Constance Wu        | Rachel Chu                         | Kőgazdag ázsiaiak                      | Crazy Rich Asians              |                         |                        |
| 2019 (77. gála)     |                                    |                                        |                                |                         |                        |
|                     | Awkwafina                          | Billi Wang                             | A búcsú                        | The Farewell            |                        |
| Ana de Armas        | Marta Cabrera                      | Tőrbe ejtve                            | Knives Out                     |                         |                        |
| Cate Blanchett      | Bernadette Fox                     | Hová tűntél, Bernadette?               | Where'd You Go, Bernadette     |                         |                        |
| Beanie Feldstein    | Molly Davidson                     | Éretlenségi                            | Booksmart                      |                         |                        |
| Emma Thompson       | Katherine Newbury                  | Talkshow                               | Late Night                     |                         |                        |

### 2020-as évek
| Év                 | Színésznő                               | Színésznő                 | Szerep                       | Magyar cím                        | Eredeti cím  |
| 2020 (78. gála)    |                                         |                           |                              |                                   |              |
| ------------------ | --------------------------------------- | ------------------------- | ---------------------------- | --------------------------------- | ------------ |
| 2020 (78. gála)    |                                         | Rosamund Pike             | Marla Grayson                | Fontos vagy nekem                 | I Care a Lot |
| 2020 (78. gála)    | Marija Bakalova                         | Tutar Sagdiyev            | Borat utólagos mozifilm      | Borat Subsequent Moviefilm        |              |
| 2020 (78. gála)    | Kate Hudson                             | Kazu Gambl                |                              | Music                             |              |
| 2020 (78. gála)    | Michelle Pfeiffer                       | Frances Price             | Francia kiút                 | French Exit                       |              |
| 2020 (78. gála)    | Anya Taylor-Joy                         | Emma Woodhouse            | Emma                         | Emma                              |              |
| 2021 (79. gála)    |                                         |                           |                              |                                   |              |
|                    | Rachel Zegler                           | María                     | West Side Story              | West Side Story                   |              |
| Marion Cotillard   | Ann Defrasnoux                          | Annette                   | Annette                      |                                   |              |
| Alana Haim         | Alana Kane                              | Licorice Pizza            | Licorice Pizza               |                                   |              |
| Jennifer Lawrence  | Kate Dibiasky                           | Ne nézz fel!              | Don't Look Up                |                                   |              |
| Emma Stone         | Estella / Szörnyella                    | Szörnyella                | Cruella                      |                                   |              |
| 2022 (80. gála)    |                                         |                           |                              |                                   |              |
|                    | Michelle Yeoh                           | Evelyn Quan Wang          | Minden, mindenhol, mindenkor | Everything Everywhere All At Once |              |
| Lesley Manville    | Ada Harris                              | Mrs. Harris Párizsba megy | Mrs. Harris Goes to Paris    |                                   |              |
| Margot Robbie      | Nellie LaRoy                            | Babylon                   | Babylon                      |                                   |              |
| Anya Taylor-Joy    | Margot Mills / Erin                     | A menü                    | The Menu                     |                                   |              |
| Emma Thompson      | Nancy Stokes / Susan Robinson           | Minden jót, Leo Grande    | Good Luck to You, Leo Grande |                                   |              |
| 2023 (81. gála)    |                                         |                           |                              |                                   |              |
|                    | Emma Stone                              | Bella Baxter              | Szegény párák                | Poor Things                       |              |
| Fantasia Barrino   | Miss Celie Harris Johnson               | Bíborszín                 | The Color Purple             |                                   |              |
| Jennifer Lawrence  | Maddie Barker                           | Barátnőt felveszünk       | No Hard Feelings             |                                   |              |
| Natalie Portman    | Elizabeth Berry                         | Egy botrány részletei     | May December                 |                                   |              |
| Alma Pöysti        | Ansa                                    | Hulló levelek             | Fallen Leaves                |                                   |              |
| Margot Robbie      | Barbie                                  | Barbie                    | Barbie                       |                                   |              |
| 2024 (82. gála)    |                                         |                           |                              |                                   |              |
|                    | Demi Moore                              | Elisabeth Sparkle         | A szer                       | The Substance                     |              |
| Amy Adams          | Anya                                    | Éjszakai szuka            | Nightbitch                   |                                   |              |
| Cynthia Erivo      | Elphaba Thropp                          | Wicked                    | Wicked                       |                                   |              |
| Karla Sofía Gascón | Emilia Pérez / Juan "Manitas" Del Monte | Emilia Pérez              | Emilia Pérez                 |                                   |              |
| Mikey Madison      | Anora "Ani" Mikheeva                    | Anora                     | Anora                        |                                   |              |
| Zendaya            | Tashi Duncan                            | Challengers               | Challengers                  |                                   |              |

## Rekordok

### Első győzelmek
- Angela Bassett; az első afrikai származású győztes színésznő
- Marion Cotillard; első győztes színésznő, aki nem angol nyelvű szereppel nyert díjat
- Awkwafina; az első ázsiai származású győztes színésznő
- Rachel Zegler;az első latinó származású, illetve húszévesen a legfiatalabb győztes színésznő
- Michelle Yeoh; az első malajziai származású győztes színésznő
- Emma Stone; az első színésznő, aki kétszer is Oscar-díjat nyert az ebben a kategóriában is legjobbnak bizonyuló szerepeivel

### Többszörös győzelmek
| 3 győzelem - Julie Andrews - Rosalind Russell | 2 győzelem - Amy Adams - Annette Bening - Diane Keaton - Nicole Kidman - Jennifer Lawrence - Shirley MacLaine - Bette Midler | - Sissy Spacek - Emma Stone - Meryl Streep - Barbra Streisand - Kathleen Turner - Renée Zellweger |

### Többszörös jelölések
| 10 jelölés - Meryl Streep 9 jelölés - Shirley MacLaine 8 jelölés - Julie Andrews 7 jelölés - Goldie Hawn - Barbra Streisand 5 jelölés - Annette Bening - Audrey Hepburn - Bette Midler - Emma Stone - Renée Zellweger 4 jelölés - Amy Adams - Doris Day - Mia Farrow - Diane Keaton - Jennifer Lawrence - Liza Minnelli - Julia Roberts - Maggie Smith - Emma Thompson - Kathleen Turner | 3 jelölés - Lucille Ball - Anne Bancroft - Emily Blunt - Sandra Bullock - Carol Burnett - Marion Cotillard - Jamie Lee Curtis - Judi Dench - Sally Field - Jane Fonda - Barbara Harris - Helen Mirren - Julianne Moore - Michelle Pfeiffer - Vanessa Redgrave - Debbie Reynolds - Margot Robbie - Rosalind Russell - Meg Ryan - Lily Tomlin - Reese Witherspoon | 2 jelölés - Ingrid Bergman - Cate Blanchett - Jill Clayburgh - Glenn Close - Toni Collette - Geena Davis - Jodie Foster - Melanie Griffith - Judy Holliday - Anjelica Huston - Nicole Kidman - Angela Lansbury - Cloris Leachman - Sophia Loren - Andie MacDowell - Ann-Margret - Marsha Mason - Frances McDormand - Hayley Mills - Marilyn Monroe - Demi Moore - Dolly Parton - Jean Simmons - Sissy Spacek - Anya Taylor-Joy - Charlize Theron - Kate Winslet - Natalie Wood |